# La Tieule
La Tieule ist eine französische Gemeinde mit 95 Einwohnern (Stand: 1. Januar 2022) im Département Lozère in der Region Okzitanien. Sie gehört zum Kanton La Canourgue und zum Arrondissement Mende.

## Lage
La Tieule grenzt im Norden an Banassac-Canilhac mit Banassac, im Nordosten an Saint-Saturnin, im Osten an La Canourgue, im Südosten an Massegros Causses Gorges, im Süden an Le Recoux, im Südwesten an Sévérac d’Aveyron mit Sévérac-le-Château sowie im Westen an Campagnac.

## Bevölkerungsentwicklung
| Jahr      | 1962 | 1968 | 1975 | 1982 | 1990 | 1999 | 2008 | 2018 |
| --------- | ---- | ---- | ---- | ---- | ---- | ---- | ---- | ---- |
| Einwohner | 97   | 72   | 58   | 49   | 54   | 68   | 102  | 93   |